# 傑克遜鎮區 (印地安納州斯托本縣)
傑克遜鎮區（英語：Jackson Township）是位於美國印地安納州斯托本縣的一個行政鎮區。

## 地方資料
根據2010年美國人口普查的數據，傑克遜鎮區的面積為90.60平方千米，當中陸地面積為87.70平方千米，而水域面積為2.90平方千米。當地共有人口1777人，而人口密度為每平方千米19.61人。